# واين شورتر
واين شورتر (بالإنجليزية: Wayne Shorter) من مواليد 25 أغسطس 1933.هو عازف جاز أمريكي.

## روابط خارجية
- واين شورتر على موقع IMDb (الإنجليزية)
- واين شورتر على موقع الموسوعة البريطانية (الإنجليزية)
- واين شورتر على موقع روتن توميتوز (الإنجليزية)
- واين شورتر على موقع مونزينجر (الألمانية)
- واين شورتر على موقع ميوزك برينز (الإنجليزية)
- واين شورتر على موقع إن إن دي بي (الإنجليزية)
- واين شورتر على موقع أول ميوزيك (الإنجليزية)
- واين شورتر على موقع ديسكوغز (الإنجليزية)
- واين شورتر على موقع قاعدة بيانات الفيلم (الإنجليزية)